# Opistophthalmus latro
Espèce
Opistophthalmus latro est une espèce de scorpions de la famille des Scorpionidae.

## Distribution
Cette espèce est endémique du Cap-Occidental en Afrique du Sud.

## Description
Le mâle holotype mesure 89 mm.

## Systématique et taxinomie
Cette espèce est placée en synonymie avec Opistophthalmus pilosus par Kraepelin en 1894 puis avec Opistophthalmus capensis par Kraepelin en 1899. Elle est relevée de synonymie par Prendini en 2001.

## Publication originale
- Thorell, 1876 : Études Scorpiologiques. Atti della Società Italiana di Scienze Naturali, vol. 19, p. 75–272 (texte intégral).